# Козловський В'ячеслав Серафимович
В'ячеслав Серафимович Козло́вський (23 грудня 1927, Новокладове — 16 жовтня 1989, Миколаїв) — український радянський художник; член Спілки радянських художників України з 1980 року.

## Біографія
Народився 23 грудня 1927 року в селі Новокладовому (нині Бєлгородська область, Росія). Протягом 1954—1959 років навчався у Дніпропетровському художньому училищі, був учнем Георгія Ченявського. Дипломна робота — картина «Нічна зміна» (олія, керівник Лев Вітковський).
З 1961 року — у Миколаєві: працював художником Миколаївського обласного українського музично-драматичного театру; на телебаченні та комбінаті Художнього фонду Української РСР. Помер у Миколаєві 16 жовтня 1989 року.

## Творчість
Працював у галузях станкового живопису і станкової графіки. Серед робіт:
олійний живопис
- «Сталевари» (1960);
- «Заочники» (1961);
- «Зміна» (1963);
- «До вечора» (1964);
- «Тиша» (1965);
- «Лелеки» (1968);
- «Сорок перший» (1969);
- «Доярка Ніна» (1970);
- «Розлив» (1972);
- «З Великої землі. Десант» (олія, 1973-1974);
- «Корабели» (1975);

графіка
- «Для нових кораблів» (гравюра па картоні, 1972);
- «З риболовлі» (акварель, 1974; варіант — пастель, 1984);

серії (темпера, олія, пастель)
- «Партизани» (1975);
- «Сорокові грозові» (1977);
- «У нас на Бузі» (1979);
- «Південно-Уральська АЕС — будується» (1979);
- «Ми будуємо кораблі» (1980);
- «Мої край» (1981);
- «Корабели» (1982);
- «Здолали, перемогли» (1985).

Радянський герб Миколаєва.

Автор ескізу радянського герба Миколаєва (1969).
Брав участь у виставках з 1960 року.